# 贵金古高速公路
贵金古高速公路是由贵阳经修文，金沙至四川古蔺（省界）的一条高速公路，是国家高速公路  筑蓉高速的贵州段，于2020年开工，2023年11月24日建成通车。

## 建设规模与技术标准
贵阳经金沙至古蔺（黔川界）高速公路，起于贵阳市西侧东林寺路与云潭北路交叉口，顺接东林寺路，经修文县、息烽县、化觉镇、长坝乡、禹谟镇、金沙县，止于金沙县清池镇，与四川省泸州经古蔺至金沙高速公路（S39  泸古高速）相接，路线全长165.908公里。全线设置将军山、窦官（枢纽）、朱昌、郝官（枢纽）、修文南、修文（枢纽）、洒坪（原工可名称为小菁）、双石、杨洞（枢纽）、化觉、长坝、安底、禹谟、禹谟（枢纽）、金沙南、杜家山（枢纽）、金沙北、桂花、石场、清池等20处互通立交。同步建设洒坪、双石、化觉、安底、金沙南、金沙北、桂花、石场、清池连接线75.776公里，其中，洒坪连接线6.09公里、双石连接线26.591公里、化觉连接线10.621公里、安底连接线5.692公里、金沙南连接线1.055公里、金沙北连接线6.20公里、桂花连接线1.451公里、石场连接线1.221公里、清池连接线16.855公里。主线采用六车道高速公路标准建设，设计速度100公里/小时，整体式路基宽度33.5米，分离式路基宽度16.75米。连接线均采用二级公路标准建设，全线桥涵设计汽车荷载等级为公路－I级，其他技术指标按《公路工程技术标准》（JTG B01-2014）规定执行。

## 沿线设施（计划）
| 里程                                                                                         | 类型       | 名称         | 连接         | 说明 |
| -------------------------------------------------------------------------------------------- | ---------- | ------------ | ------------ | ---- |
|                                                                                              | 主线出入口 | 东林寺路     | 东林寺路     |      |
|                                                                                              | 出入口     | 将军山       | 将军山       |      |
|                                                                                              | 枢纽       | 窦官         | 窦官         |      |
|                                                                                              | 出入口     | 朱昌         | 朱昌         |      |
|                                                                                              | 枢纽       | 郝官         | 郝官         |      |
|                                                                                              | 出入口     | 修文南       | 修文南       |      |
|                                                                                              | 枢纽       | 修文         | 修文         |      |
|                                                                                              | 出入口     | 洒坪         | 洒坪         |      |
|                                                                                              | 出入口     | 双石         | 双石         |      |
|                                                                                              | 枢纽       | 杨洞         | 杨洞         |      |
|                                                                                              | 出入口     | 化觉         | 化觉         |      |
|                                                                                              | 出入口     | 长坝         | 长坝         |      |
|                                                                                              | 出入口     | 安底         | 安底         |      |
|                                                                                              | 出入口     | 禹谟         | 禹谟         |      |
|                                                                                              | 枢纽       | 禹谟（枢纽） | 禹谟（枢纽） |      |
|                                                                                              | 出入口     | 金沙南       | 金沙南       |      |
|                                                                                              | 枢纽       | 金沙北       | 金沙北       |      |
|                                                                                              | 出入口     | 桂花         | 桂花         |      |
|                                                                                              | 出入口     | 石场         | 石场         |      |
|                                                                                              | 出入口     | 清池         | 清池         |      |
| 1.000 英里 = 1.609 千米；1.000 千米 = 0.621 英里 并行路段 • 已关闭／取消 • 限制进入 • 未开放 |            |              |              |      |

## 历史
- 2016年8月24日 古金修高速首次提出建议[3]
- 2020年9月3日 贵州省发改委正式批复[4]
- 2020年9月14日 贵金古高速控制性工程乌江特大桥正式动工[5]
- 2020年12月15日 贵州省交通运输厅正式批复该条线路设计方案[6]
- 2020年12月22日 古金高速重点控制性工程“两桥两隧”启动[7]
- 2021年8月24日 贵金古高速与杭瑞高速互通开始施工，计划2022年12月31日完成[8]
- 2022年03月17日 贵金古高速贵阳段预计年底建成通车 （页面存档备份，存于）
- 2022年07月11日 金烽乌江大桥合龙 （页面存档备份，存于）
- 2022年08月31日 全长1612m！预计年底通车，老鸹岩特大桥左幅架通 （页面存档备份，存于）
- 2022年10月30日 贵金古高速项目完成总体形象进度64.5%[9]
- 2023年4月12日 金烽乌江大桥主桥建设完工 [10]